# John Keats
John Keats (Londres, 31 de outubro de 1795 - Roma, 23 de fevereiro de 1821) foi um poeta inglês. Foi o último dos poetas românticos do país, e, aos 25, o mais jovem a morrer. Juntamente com Lord Byron e Percy Bysshe Shelley, foi uma das principais figuras da segunda geração do movimento romântico, apesar de sua obra ter começado a ser publicada apenas quatro anos antes de sua morte. Durante sua vida seus poemas não foram geralmente bem recebidos pelos críticos; sua reputação, no entanto, cresceu à medida que ele exerceu uma influência póstuma significativa em diversos poetas posteriores, como Alfred Tennyson e Wilfred Owen.
A poesia de Keats é caracterizada por um imaginário sensual, mais visível na sua série de odes. Atualmente seus poemas e cartas são consideradas entre as obras mais populares e analisadas na Literatura Inglesa.

## Biografia
Filho de um cavalariço enriquecido, órfão a partir de 1804, muito jovem entusiasmou-se pela Grécia Antiga. Trabalhou como aprendiz de cirurgião durante cinco anos e depois foi nomeado externo do Guy's Hospital.
Keats estudou para ser farmacêutico, chegando mesmo a se formar. Porém, seu interesse por idiomas (dominava o latim e o francês), por história e mitologia o levou a exercer a literatura.
O trabalho de Keats raramente foi bem recebido pelo público e pelos críticos. Indiferente a isso, ele escreveu com abundância e qualidade, por toda a sua curta vida. Entre 1818 e 1819, concentrou-se em dois poemas importantes: Hyperion (inacabado), em versos brancos, sob a influência de John Milton, e La Belle Dame Sans Merci.
Dedicava todo tempo livre à leitura. Seus primeiros versos não mostravam o grande poeta que se tornaria, mas mesmo contra o conselho de amigos, publicou seus Poemas em 1817.
Abandonou a carreira médica para dedicar-se à literatura e começou a escrever o longo poema Endymion em 1818, que foi violentamente criticado. Tais críticas, no entanto, apenas estimularam o poeta a aprimorar seu talento.
No ano em que se publica Endymion, Keats encontrou Fanny Brawne.

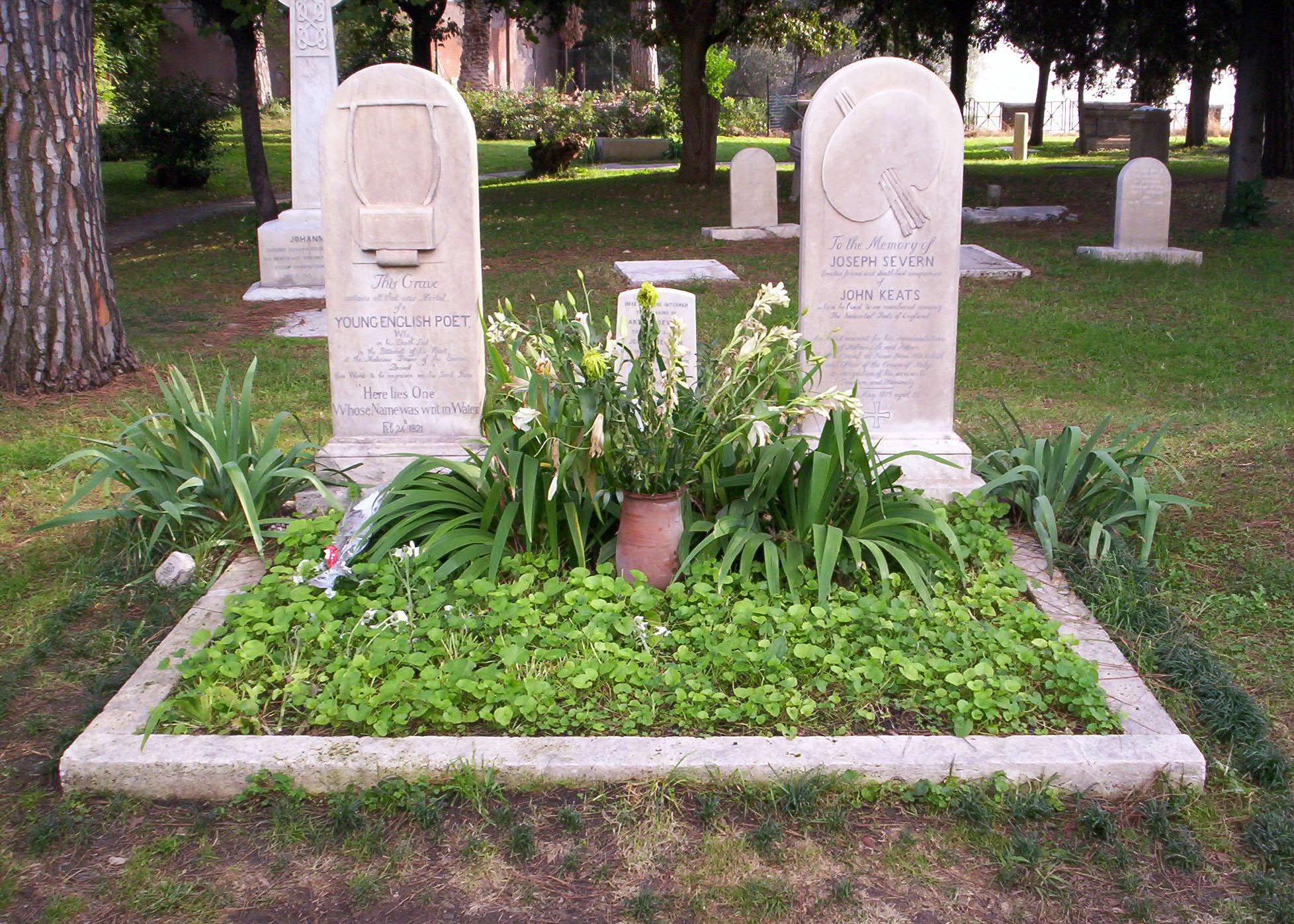
Sepultura de Keats no Cemitério Protestante de Roma

Ela foi a grande paixão de sua vida. Teve que separar-se dela em 1820, devido à tuberculose que ele havia contraído. Foi para a Itália, onde morreu poucos meses depois. Sobre seu túmulo, no Cemitério Protestante de Roma, foi esculpida a inscrição que ele mesmo redigira: Here lies one whose name was writ in water (Aqui descansa um homem cujo nome está escrito sobre a água). Em sua memória, Shelley escreveu o célebre poema Adonais.
Poucos poetas escreveram obras tão importantes em tão pouco tempo como Keats. Em 1820 foram  publicados Lamia, Isabelle, A vigília de Saint Agnes, Hyperion e cinco Odes. Os erros e imperfeições de seus poemas iniciais haviam desaparecido totalmente. Apesar de Keats nunca ter publicado nada em prosa, suas cartas ao irmão demonstram uma penetração crítica e filosófica verdadeiramente notáveis.
Keats, o último e maior dos poetas românticos ingleses, exerceria uma profunda influência sobre Tennyson, Robert Browning, pré-rafaelitas e outros.